# Ingeniería matemática
La ingeniería matemática (también matemáticas para ingeniería) es una rama de la ingeniería que utiliza la matemática aplicada y que se apoya en el uso de herramientas computacionales para resolver problemas de la ingeniería, principalmente relacionados con el modelamiento de diversos procesos (tanto naturales como artificiales).

## Plan de estudios
El plan de estudios se basa principalmente en las matemáticas aplicadas, en las ciencias naturales, generalmente cálculo infinitesimal, ecuaciones diferenciales, matemática discreta, probabilidad, estadística y análisis numérico, además del uso de software científico, como los lenguajes de programación C, C++, Java, Python, R y Matlab.

## Universidades en Chile
En Chile, esta carrera se dicta en las siguientes universidades:
- Universidad de Chile.
- Universidad de Concepción.
- Universidad Técnica Federico Santa Maria.
- Universidad de Valparaíso.
- Universidad Técnologica Metropolitana.